# Seraph of the End
Seraph of the End (終わりのセラフ, Owari no Serafu) est un manga dark fantasy créé par Takaya Kagami et illustré par Yamato Yamamoto avec les storyboards de Daisuke Furuya. Il est prépublié depuis septembre 2012 dans le magazine Jump Square de l'éditeur Shūeisha, et trente-quatre tomes sont sortis en avril 2025. La version française est publiée chez l'éditeur Kana depuis avril 2015.
Une adaptation en anime produite par Wit Studio est diffusée entre avril et décembre 2015 sur Tokyo MX au Japon et sur Wakanim dans les pays francophones.

## Synopsis
L’histoire suit l'aventure de Yu, un jeune orphelin et de son meilleur ami Mika. Le monde est ravagé par une terrible maladie. Les enfants de moins de 13 ans étant, pour une raison inconnue, immunisés contre le virus, ont survécu. Mais ces derniers ont été réduits en esclavage par des vampires qui sont tout à coup sortis des profondeurs de la Terre. Yûichirô Hyakuya et Mikaela Hyakuya, deux orphelins, servent de « garde-manger » aux vampires : ils ont le droit de vivre, en échange d'un prélèvement quotidien de leur sang. Après une tentative d'évasion qui se solde par un massacre de ses amis, Yûichirô réussit à s'échapper, en laissant pour mort Mikaela.
Arrivé à la surface, Yûichirô apprend que l'Humanité n'est pas entièrement décimée, et il rejoint les rangs de "l'Armée Démoniaque Impériale du Japon", qui a pour but d'exterminer les vampires.

## Personnages

### Personnages principaux
Yûichirô Hyakuya (百夜優一郎, Hyakuya Yūichirō)
Voix japonaise : Miyu Irino, voix française : Vincent de Bouard
C'est le protagoniste de l'histoire. C'est un jeune homme de 16 ans. Lorsque Yûichirô avait 12 ans, lui et son ami Mikaela décidèrent de s'enfuir avec les autres enfants de l'orphelinat Hyakuya de la ville des vampires. Cependant, leur plan fut déjoué par l'aristocrate Ferid Bathory, qui tua par la suite sa « famille » et son ami, Mikaela, qui força Yû de fuir, ce qu'il regrette chaque jour depuis. Celui-ci veut détruire tous les vampires pour ce qu'ils ont fait à son ami et désire avoir plus de puissance. Il est un peu têtu et a tendance à agir en solitaire, mais lorsque ses compagnons sont en péril, il veut à tout prix les protéger et se soucie vraiment d'eux. Dans le manga, il finira par accepter de collaborer avec les vampires si c’est pour protéger les siens et chercher un moyen de ramener Mika à son état d’humain. Il semblera même tisser des liens amicaux avec eux. Il est prêt à tous les sacrifices pour ramener ses proches à la vie et de fait, veut soutenir Glenn, à qui il est tout particulièrement attaché, dans ses plans. Il a été un des sujets des expériences du séraphin de la fin. Il en a donc un qui vit en lui. Après la fin de la saison 2, son démon commence à prendre possession de lui petit à petit. Il lutte contre la possession avec des drogues et apprend en parallèle à maîtriser son séraphin pour utiliser son pouvoir dans ses combats. Ses plus vieux souvenirs sur les expériences qu’il a subies ont été effacés.
Mikaela Hyakuya (百夜ミカエラ, Hyakuya Mikaela)
Voix japonaise : Kensho Ono, voix française : Adrien Solis
Il est le 2e protagoniste de l'histoire. Mikaela est la personne la plus proche de Yûichirô et est un autre survivant de l'orphelinat Hyakuya. Il est la raison de vivre de Yû. Mikaela se sacrifia pour Yûichirô afin qu'il puisse s'échapper de la cité des vampires, mais il fut sauvé par Krul Tepes, la reine des vampires, et fut transformé en l'un d'eux. Depuis ce jour, il espère retrouver Yûichirô et ainsi le sauver des humains qui l'utilisent. Refusant de boire du sang humain, Mikaela dépend du sang de Kululu Tepès. Il finira par achever sa transformation en vampire en buvant le sang de Yû. À partir de ce moment, dans le manga, il perd peu à peu tous les signes de son humanité (ses sentiments, émotions, self-contrôle) et la seule chose qui reste inchangée est son affection pour Yû qu’il craint de perdre également avec le temps. Il n’arrive à faire confiance à personne sauf lui, ni humains, ni vampires. Il déteste Glenn et ne veut pas le suivre dans ses plans.
Shinoa Hiiragi (柊シノア, Hīragi Shinoa)
Voix japonaise : Saori Hayami, voix française : Nayéli Forest
Shinoa Hiiragi est une jeune fille de 15 ans. Elle appartient, comme son nom l'indique, à la grande famille Hiiragi, qui dirige l'Armée Impériale du Japon. Shinoa ne parle jamais d'elle, d'ailleurs, on sait juste qu'elle avait une grande sœur, Hiiragi Mahiru (créatrice des armes démoniaques, ex petite amie de Glenn, devenue démon et tuée par ce dernier). Shinoa a le rang de sergent, et aime préciser que les rangs supérieurs ne l'intéressent pas. Elle est néanmoins la leader de son unité. Elle est assez proche de Mitsuba qu’elle taquine sans cesse, et semble parfois montrer des sentiments amoureux à l'égard de Yûichiro (bien qu'elle ne sache pas elle-même si elle éprouve de vrais sentiments). Son amour pour lui sera finalement confirmé par son démon plus tard dans le manga. Par ailleurs, on apprend qu’elle a aussi été un sujet d'expérience et qu’elle est née avec son démon directement implanté en elle, démon qui n’est autre que le tout premier vampire, Shikama Doji. Pour l’empêcher de la posséder, elle s’empêche d’exprimer et de ressentir ses désirs profonds et ses sentiments.
Glenn Ichinose (一瀬グレン, Ichinose Glenn)
Voix japonaise : Yuichi Nakamura, voix française : Alexandre Coadour
C'est l'homme qui a recueilli Yûichirô après sa fuite de la ville vampire. Il l'a sauvé en partie car Yû est un Séraphin, projet dans lequel il s´est beaucoup impliqué avec les vampires, mais, bien qu'il ne le montre que peu, il apprécie Yû et tous les autres personnellement. Il a eu une relation avec Mahiru Hiiragi avant d’être contraint de la tuer après qu’elle se soit faite posséder par un démon. Son meilleur ami est Shinya Hiiragi et leur but commun a toujours été de mettre un terme à la hiérarchie de la famille Hiiragi. Il est à la tête de la brigade Gekki et sert la famille Hiiragi (qui l'apprécie peu) pour ses propres objectifs. Dans le manga, on apprend que Glenn est en vérité à l’origine de la grande catastrophe. Après avoir perdu tous ses amis les plus proches (les membres de sa brigade actuelle), il a préféré sacrifier le reste de l’humanité pour les ramener à la vie. Il doit donc porter le fardeau de ce sort interdit, sachant qu’il ne peut rien dévoiler aux concernés car ils mourront aussitôt qu’ils apprendront qu’ils sont des morts ressuscités. De plus, le sort ne leur offre que 10 années de vie supplémentaire qui sont bientôt à terme au moment où se déroule l’histoire. Glenn a donc à présent pour but de trouver une solution pour prolonger la vie de ses proches et ressusciter toute l’humanité afin de réparer ses fautes. Pour cela, il s’allie aux vampires et au groupe de Yû. Il est toujours accompagné de Mahiru qui le hante et qu’il chasse régulièrement, bien qu’il soit toujours amoureux d’elle.

### La famille Hiiragi qui contrôle l'armée démoniaque
Kureto Hiiragi (柊暮人, Hīragi Kureto)
Voix japonaise : Tomoaki Maeno, voix française : Frédéric Souterelle
Prochain successeur de la grande famille Hiiragi à la tête de l'armée; il est monstrueusement impitoyable et d'une cruauté sans égale. Il est à la tête du projet de "sauvetage de l'humanité" grâce à l'ange Mirai (petite sœur de Kimizuki) puis veut, par la suite, détruire toute organisation humaine ayant réussi à survivre et faire de l'armée impériale du Japon le tuteur du monde entier. Un projet fou dont les détails restent encore inconnus. Malgré son attitude et ses méthodes discutables il se soucie du destin de l'humanité. Il souhaite plus que tout assassiner son père à qui il reproche de rester cacher sans affronter directement les problèmes de l’époque en première ligne. Il espère ainsi trouver qui tire réellement les ficelles de sa famille depuis des années. Dans le manga, il parvient finalement à le tuer. Il découvre donc que c’est Shikama Doji, le tout premier vampire, qui manipule sa famille et tout le monde. Devenant le nouveau leader de la famille, il devient également la nouvelle victime de Shikama. Il lutte contre sa possession avec l’aide de son démon, Raimeiki. Kureto est secrètement amoureux de son assistante, Aoi, avec réciprocité. De plus, malgré les apparences, il admire Glenn et lui fait extrêmement confiance. Il aspire aussi à une vie paisible, sans ses responsabilités. Tous ses désirs cachés sont révélés alors qu’il est contraint d’abandonner son self-contrôle légendaire pour donner plus de pouvoir à son démon pour lutter contre Shikama.
Shinya Hiiragi (柊深夜, Hīragi Shinya)
Voix japonaise : Tatsuhisa Suzuki, voix française : Jean-Pierre Leblan
Shinya Hiragi est le frère adoptif de Kureto Hiragi. C'est également le meilleur ami de Glenn même si on sait que les deux clans se détestent très particulièrement (light novel). Il n'apparait pas beaucoup dans la saison 1, et un peu plus dans la saison 2. C'est un très bon sniper qui arrive à matérialiser son demon. Il va d'ailleurs enseigner ses méthodes à Yoishi dans la saison 2 et deviendra assez proche de lui dans le manga. Il a une confiance aveugle en Glenn et le suit dans tous ses choix même s’il devient fou lorsque Glenn ne lui explique pas les raisons de ses actes. Il se rend compte, comme les autres de leur brigade, que Glenn cache un secret et cherche à le découvrir.
Mahiru Hiiragi (柊 真昼, Mahiru Hiragi)
Voix japonaise : Aya Endo
Mahiru Hiiragi n'apparait que sous forme de démon dans l'anime. En effet elle est morte possédée par un démon qui est ensuite devenu le démon de Glenn Ichinose. Elle est néanmoins un des personnages principaux du light novel. Elle possède tout de même un rôle majeur dans l'histoire car c'est elle qui est à l'origine de la création des armes démoniaques. Elle a eu une relation amoureuse avec Glenn qu’elle aimait depuis sa plus tendre enfance. Elle était également la fiancée promise de Shinya. Elle est considérée comme étant une traîtresse pour la famille Hiiragi. En effet, elle a vendu l’école de magie tenue par les Hiiragi à la secte Hyakuya pour leurs expériences. Elle s’est alliée à eux dans l’espoir de devenir plus puissante et ainsi pouvoir se rebeller contre sa famille et être aux côtés de l’homme qu’elle aime, Glenn. Elle devait être l'héritière des Hiiragi et était un génie. Dans ses expériences pour créer les armes maudites, elle s´est faite posséder par un démon puis tuée par Glenn. Elle le hante délibérément et il est le seul à pouvoir voir son fantôme. Contrairement aux autres démons, elle se déplace librement dans le monde, même si son maître est loin d’elle.  Dans le manga, alors que le démon de Shinya parvient à la voir pour la première fois, elle lui avoue qu’elle n’est pas tout à fait un simple démon.
Shinoa Hiiragi (柊シノア, Hīragi Shinoa)
Shinoa Hiragi est la fille cadette de la famille. Elle est assez rejeté par sa famille et n'a que le grade de sergent, ce qui lui convient parfaitement. Les luttes de pouvoirs de sa famille ne l'intéressent pas, car elles lui rappellent ce que sa grande sœur Mahiru a subi jadis. Elle ne parle jamais de sa famille sauf de sa sœur, avec qui elle ne supporte pas être comparée. Au sein de la famille Hiragi, on ne voit aucune marque d'affection.
Seishiro Hiiragi (Hîragi Seichiro)
Voix japonaise : Hiroyuki Yoshino, voix française : Yann Pichon
Il est le petit frère de sang de Kureto tandis que Mahiru et Shinoa ne sont que ses demi-sœurs. C'est un jeune homme grand, plutôt prétentieux et d'un naturel plutôt bagarreur, il restera toujours fidèle a Tenri leur père respectant ses volontés, et de ce fait dans l'ombre même de Kureto et Mahiru.
Tenri Hiiragi (Hîragi Tenri)
Voix japonaise : Keiji Fujiwara
C'est le père de Kureto, Seishiro, Mahiru et Shinoa, ainsi que le père adoptif de Shinya. Il est le patriarche et chef de la famille Hiiragi. C'est lui qui est à la tête de l'Ordre des Démons Impériaux qui dirige et chapeaute l'armée démoniaque Impériale dirigée par son propre fils Kureto. Dans le manga, on découvre qu’il a perdu son humanité et qu’il est lui même manipulé par le tout premier vampire, Shikama Doji. A sa mort, il semble malgré tout s’inquiéter de l’avenir de son fils.

### L'escouade de Shinoa Hiiragi (brigade Gekki)
Yūichirō Hyakuya (百夜 優一郎, Yūichirō Hyakuya)
Yû est un enfant de l'orphelinat Hyakuya. Après la destruction du monde, Yû et ses amis ont été emmenés dans une cité  de vampire. Il y a vécu pendant plusieurs années jusqu'à ce qu'il tente de s'échapper. Il est le seul à avoir réussi à s'échapper, en laissant son ami Mika mourir. Il jure alors de venger Mika et ses autres amis en tuant tous les vampires. Son démon s’appelle Ashuramaru et il la traite comme une amie, voulant même l’aider à retrouver la personne qu’elle cherche sans se la rappeler (qui est en réalité sa sœur, Kululu). Il a pour réceptacle un katana.
Yōichi Saotome (早乙女与一, Saotome Yōichi)
Voix japonaise : Nobuhiko Okamoto, voix française : Grégory Laisné
Cet adolescent est timide et paraît assez faible en apparence bien qu'il ait une stabilité impressionnante face aux démons. il souhaite intégrer le bataillon d'extermination des vampires afin de venger sa sœur, tuée par un vampire. Il possède un arc de la série des démons noirs de type matérialisation du nom de Gekkôin. Dans le manga, il confie à son démon qu’il n’est pas aussi doux qu’il le laisse paraître et qu’il a un côté très sombre mais il refuse de faire voir cette facette de lui à ses amis. Il souhaite faire subir au vampire qui a tué sa sœur une mort lente et atrocement douloureuse.
Shihō Kimizuki (君月 士方, Kimizuki Shihō)
Voix japonaise : Kaito Ishikawa, voix française : Christophe Seugnet
Ce crâneur au grand cœur possède tout comme Yoichi et Yûichiro une arme (deux sabres reliés par une chaîne) de la série des démons noirs du nom de Kisekiô. Il a une petite sœur (Mirai) atteinte du virus de l'apocalypse et hospitalisée dans un hôpital civil jusqu'à ce qu'il rentre dans les rangs de l'armée démoniaque impériale du Japon, dans le bataillon d’extermination des vampires, plus exactement dans la brigade Gekki. Sa rencontre avec Yûichiro fut quelque peu brutale. ils prétendent se détester mais tissent eux aussi des liens très forts. Il a le sens de la justice, il défend notamment Mika lorsque Narumi tente de le provoquer en exhibant son sang. Malgré tout, il affirme avec honnêteté qu’il est prêt à tout pour sauver sa sœur, quitte à trahir ses amis. Il veut bannir l’ange qui vit en elle et la récupérer.
Mitsuba Sangū (三宮三葉, Sangū Mitsuba)
Voix japonaise : Yuka Iguchi, voix française : Catherine Collomb
Mitusba fait partie de la célèbre famille Sangū. Elle intègre très rapidement l'escouade de Shinoa Hiragi afin de former les nouvelles recrues. Elle fait semblant de détester Yû mais en réalité elle l'apprécie et a l'impression de se retrouver à travers lui et ses bétises. Elle semble également avoir une grande confiance en elle, ce qui se révélera plus tard être une façade. En effet, en agissant seule dans son ancienne brigade, elle a provoqué la mort de ses compagnons qui se sont sacrifiés pour la sauver. Elle peine à s’en remettre. C’est la petite sœur d’Aoi, l’assistante de Kureto.

### Les vampires
Kululu Tepes (柊暮人, Krul Tepes)
Voix japonaise : Aoi Yuki, voix française : Frédérique Marlot
Kululu Tepes est une génitrice de 3e rang et aussi la reine des vampires. Elle fait boire son sang à Mika pour le transformer mais il refuse de boire du sang humain afin de terminer sa métamorphose. C'est elle qui a attaqué l'orphelinat Hyakuya mais au lieu de tuer tous les enfants comme il lui avait été ordonné, elle les a ramené dans la cité des vampires. Elle semble beaucoup aimer Mika, qui a une grande confiance en elle. Dans le manga, on apprend que le premier géniteur l’a séparée de son frère Ashera il y a un millénaire pour en faire un puissant démon, qui n’est autre qu'Asuramaru, le démon de Yû. Elle en a beaucoup souffert. Elle finit par se rendre compte qu’il vit dans l’arme de Yû. À cause de Ferid Bathory, elle perdra son statut et sera torturée, considérée comme une traître.
Ferid Bathory (柊暮人, Ferid Bathory)
Voix japonaise : Takahiro Sakurai, voix française : Yann pichon
Ferid Bathory est un géniteur de 7e rang. C'est le vampire qui a massacré toute la famille de Yû et Mika et qui par la suite s'occupe de Mika. Il est très rusé et assez malicieux, il s'intéresse beaucoup au pouvoir que détient Kululu Tepes et semble vouloir le prendre. À la suite de la saison 2, dans le manga, il tente de se lier d’amitié avec les humains de l’histoire et commence à faire affaire avec eux. Il a des plans prédéfinis avec énormément de précision qui se réalise généralement comme il l’a prévu. Il a beaucoup de contacts haut placés et a déjà fait affaire avec Glenn. Son objectif serait de tuer le second géniteur, Saito, qui l’a transformé en vampire. Ce dernier personnage apparaît dans le manga alors qu’il a abandonné son statut et a fait subir à son corps toutes sortes de sorts le rendant très puissant. Il a également des liens avec le passé de Mika et Yû puisqu’il était l’homme qui ramenait les enfants à l’orphelinat au laboratoire.
Crowley Eusford (柊暮人, Crowley Eusford)
Voix japonaise : Ken'ichi Suzumura, voix française : Jean-Pierre Leblan
Crowley Eusford est un géniteur de 14e rang , engendré par Ferid Bathory avec le sang du second géniteur Saito, cela lui donne une force égale ou supérieure à celle d’un géniteur de 8e rang. Il cache son véritable rang pour surprendre ses adversaires. Il est sous les ordres de Ferid Bathory, et aime se battre surtout quand la situation devient intéressante. Il affrontera plusieurs fois les humains, mordra même Shinoa et enlèvera Glenn. Après la saison 2, dans le manga, il commence à se lier d’amitié avec la brigade de Yû qu’il a pour mission de protéger selon les plans de Ferid, il dit cependant être incapable d’avoir des sentiments et émotions. On apprend par ailleurs qu’il y a 800 ans, il était humain et plus précisément un chevalier ayant participé aux croisades. Ferid a tué tous ses amis et l’a transformé. Il a fini par lui pardonner après tous ces siècles et s’allie à lui et au groupe d’humains.
Ky Luc
Chess Bell
Voix japonaise : Nozomi Furuki, voix française : Pascal Chemin
Horn Skuld
Voix japonaise Yoko Hikasa, voix française : Jessie lambotte
Lacus Welt
Voix japonaise : Takuma Nagatsuka, voix française : Charles Mendiant
Rene Simms
Voix japonaise : Yūichirō Umehara, voix française : Frédéric Souterelle

## Manga
Le manga est prépublié depuis le 4 septembre 2012 dans le magazine Jump Square. Le premier volume relié est publié le 4 janvier 2013 par Shūeisha. La version française est publiée par Kana à partir d'avril 2015.

### Volumes 1 à 10
| no | Japonais         | Japonais          | Français          | Français          |
| no | Date de sortie   | ISBN              | Date de sortie    | ISBN              |
| --- | ---------------- | ----------------- | ----------------- | ----------------- |
| 1 | 4 janvier 2013   | 978-4-08-870705-1 | 17 avril 2015     | 978-2-5050-6284-4 |
| Liste des chapitres : - Ch. 1 : Un monde de sang (血脈のセカイ, Kechimyaku no sekai) - Ch. 2 : Les hommes après l’apocalypse (破滅後のニンゲン, Hametsu-go no ningen) - Ch. 3 : Un démon dans le cœur (心に棲むオニ, Kokoro ni sumu oni)                                                                                |                  |                   |                   |                   |
| 2 | 2 mai 2013       | 978-4-08-870673-3 | 3 juillet 2015    | 978-2-5050-6285-1 |
| Liste des chapitres : - Ch. 4 : Les deux pires élèves (不倶戴天の敵, Fugutaiten no teki) - Ch. 5 : Mikael le vampire (ミカエラ吸血鬼, Mikaera kyūketsuki) - Ch. 6 : Le démon noir Ashura (漆黒のアシュラ, Shikkoku no Ashura) - Ch. 7 : Une nouvelle famille (新しいカゾク, Atarashii kazoku)                           |                  |                   |                   |                   |
| 3 | 4 septembre 2013 | 978-4-08-870814-0 | 11 septembre 2015 | 978-2-5050-6286-8 |
| Liste des chapitres : - Ch. 8 : L'équipe de Mitsuba (三葉のチーム, Mitsuba no chīmu) - Ch. 9 : Le début de l'extermination (殲滅のハジマリ, Senmetsu no hajimari) - Ch. 10 : L'attaque des vampires (襲撃のヴァンパイヤ, Shūgeki no vanpaiya) - Ch. 11 : Le contrat avec la reine (女王とのケイヤク, Joō to no keiyaku) |                  |                   |                   |                   |
| 4 | 4 janvier 2014   | 978-4-08-870897-3 | 6 novembre 2015   | 978-2-5050-6287-5 |
| Liste des chapitres : - Ch. 12 : Dopage (安全なクスリ, Anzen na kusuri) - Ch. 13 : Retrouvailles (幼馴染のサイカイ, Osananajimi no saikai) - Ch. 14 : Tous coupables (みんなツミビト, Min'na tsumibito) - Ch. 15 : Sentiments réciproques (工作するカンケイ, Kōsakusuru kankei)                                         |                  |                   |                   |                   |
| 5 | 2 mai 2014       | 978-4-08-880063-9 | 22 janvier 2016   | 978-2-5050-6288-2 |
| Liste des chapitres : - Ch. 16 : Le monde des humains (人間のセカイ, Ningen no sekai) - Ch. 17 : Le cobaye maudit (呪うモルモット, Norou morumotto) - Ch. 18 : Mahiru (憑依するマヒル, Hyōisuru Mahiru) - Ch. 19 : Emballement (暴走のリュウ, Bōsō no ryū)                                                              |                  |                   |                   |                   |
| 6 | 4 septembre 2014 | 978-4-08-880180-3 | 22 avril 2016     | 978-2-5050-6397-1 |
| Liste des chapitres : - Ch. 20 : Le cauchemar du démon (悪魔のアクム, Akuma no akumu) - Ch. 21 : Kisekiô (鬼箱王のハコ, Kiseki-ō no bako) - Ch. 22 : Le secret de Kululu (禁忌のクルル, Kinki no Kururu) - Ch. 23 : Les ambitions de l'armée (帝鬼軍のヤボウ, Tei oni-gun no yabō)                                      |                  |                   |                   |                   |
| 7 | 5 janvier 2015   | 978-4-08-880283-1 | 8 juillet 2016    | 978-2-5050-6439-8 |
| Liste des chapitres : - Ch. 24 : Les ordres (月鬼のゴウレイ, Tsuki oni no gōrei) - Ch. 25 : Narumi et Yû le menteur (鳴海とハタチ, Narumi to hatachi) - Ch. 26 : Soif de sang (血乏するリセイ, Chitomosuru risei) - Ch. 27 : Le vampire noble Lucar (貴族のルカル, Kizoku no Rukaru)                                    |                  |                   |                   |                   |
| 8 | 3 avril 2015     | 978-4-08-880339-5 | 7 octobre 2016    | 978-2-5050-6599-9 |
| Liste des chapitres : - Ch. 28 : Le bétail se révolte (反逆するカチク, Hangyaku suru Kachiku) - Ch. 29 : Qui tire les ficelles ? (黒幕はダレダ, Kuromaku wa Dare da) - Ch. 30 : Le glaive de la justice (正義のツルギ, Seigi no Tsurugi) - Ch. 31 : Shinya et Glenn (深夜とグレン, Shin'ya to Guren)                    |                  |                   |                   |                   |
| 9 | 4 septembre 2015 | 978-4-08-880472-9 | 3 février 2017    | 978-2-5050-6891-4 |
| Liste des chapitres : - Ch. 32 : Crawley le tout-puissant (君臨するクローリー, Kunrinsuru Kurōrī) - Ch. 33 : Berceuse pour un démon (鬼のコモリウタ, Oni no Komoriuta) - Ch. 34 : La force d'Ashura (阿朱羅丸のチカラ, Ashūramaru no Chikara) - Ch. spécial : Yû et Glenn (優とグレン, Yū to Guren)                     |                  |                   |                   |                   |
| 10 | 4 décembre 2015  | 978-4-08-880503-0 | 5 mai 2017        | 978-2-5050-6892-1 |
| Liste des chapitres : - Ch. 35 : Des alliés déloyaux (裏切りのミカタ, Uragiri no Mikata) - Ch. 36 : Yû et Mika (優とミカ, Yū to Mika) - Ch. 37 : Une famille et un monstre (家族とバケモノ, Kazoku to Bakemono) - Ch. 38 : Le réveil de la chrysalide (目覚めるナマナリ, Mezameru Namanari)                             |                  |                   |                   |                   |

### Volumes 11 à 20
| no | Japonais         | Japonais          | Français         | Français          |
| no | Date de sortie   | ISBN              | Date de sortie   | ISBN              |
| --- | ---------------- | ----------------- | ---------------- | ----------------- |
| 11 | 2 mai 2016       | 978-4-08-880677-8 | 18 août 2017     | 978-2-5050-6893-8 |
| Liste des chapitres : - Ch. 39 : Début du plan (計画のハジマリ, Keikaku no Hajimari) - Ch. 40 : Le clairon de la destruction (滅びのラッパ, Horobi no Rappa) - Ch. 41 : Un amour arrogant (傲慢なアイ, Gōman'na ai) - Ch. 42 : La fin de Sanguinem (終焉のサングィネム, Shūen no Sanguinemu) - Ch. 43 : Nouveau départ (始まりのマチ, Hajimari no Machi)                                                     |                  |                   |                  |                   |
| 12 | 2 septembre 2016 | 978-4-08-880781-2 | 17 novembre 2017 | 978-2-5050-6894-5 |
| Liste des chapitres : - Ch. 44 : Promenade sur le bord de mer (死海ドライブ, Shikai Doraibu) - Ch. 45 : Souvenirs douloureux (懐かしいクビ, Natsukashī Kubi) - Ch. 46 : Le retour du héros (英雄のキカン, Eiyū no Kikan) - Ch. 47 : Le prix de la prière (祈りのダイショウ, Inori no Daishō) |                  |                   |                  |                   |
| 13 | 31 décembre 2016 | 978-4-08-880892-5 | 2 février 2018   | 978-2-5050-7043-6 |
| Liste des chapitres : - Ch. 48 : Le mécanisme de l'ange (天使のシクミ, Tenshi no Shikumi) - Ch. 49 : Souvenirs d'un vampire (始祖のオモイデ, Shiso no Omoide) - Ch. 50 : Frères de sang (血のキョウダイ, Chi no Kyōdai) - Ch. 51 : La crucifixion des immortels (不死者ハリツケ, Fushi-sha Haritsuke) |                  |                   |                  |                   |
| 14 | 2 mai 2017       | 978-4-08-881079-9 | 8 juin 2018      | 978-2-5050-7069-6 |
| Liste des chapitres : - Ch. 52 : Un étrange manoir (怪しいヤカタ, Ayashī Yakata) - Ch. 53 : Le secret du saint chevalier (聖騎士のヒミツ, Hijiri kishi no Himitsu) - Ch. 54 : Le Noël du pêcheur (罪人のクリスマス, Tsumibito no Kurisumasu) - Ch. 55 : Des cercueils de grande valeur (執着のカンヶ, Shūchaku no Kanke)                                                                                     |                  |                   |                  |                   |
| 15 | 2 novembre 2017  | 978-4-08-881150-5 | 23 novembre 2018 | 978-2-5050-7183-9 |
| Liste des chapitres : - Ch. 56 : Un vampire bien bavard (お喋りヴァンパイア, Oshaberi Vuanpaia) - Ch. 57 : Qu'est qu'un roi ? (王とはナ二力, Ō to wa na ni chikara) - Ch. 58 : Une raison de rester en vie (生存リユウ, Seizon Riyū) - Ch. 59 : Qui est ton maître ? (飼い主はダレカ, Kainushi wa dareka) |                  |                   |                  |                   |
| 16 | 4 avril 2018     | 978-4-08-881406-3 | 15 février 2019  | 978-2-50-507544-8 |
| Liste des chapitres : - Ch. 60 : L'encerclement de Ky Luck (キ・ルク包囲戦, Ki Ruku Hōi-sen) - Ch. 61 : Une vie ennuyeuse (退屈なクラベ, Taikutsuna Kurabe) - Ch. 62: Traumatisme oublié (知らないトラウマ, Shiranai Torauma) - Ch. 63 : Une preuve d'humanité (人間のアカシ, Ningen no Akashi) - Ch. spécial : L'armée démoniaque impériale d'Ikebukuro                                                     |                  |                   |                  |                   |
| 17 | 4 octobre 2018   | 978-4-08-881594-7 | 30 août 2019     | 978-2-50-507648-3 |
| Liste des chapitres : - Ch. 64 : Un nom d'ange (天使のナマエ, Tenshi no Namae) - Ch. 65 : Non humain (人間デハナイ, Ningen de hanai) - Ch. 66 : Cœur fermé (閉鎖のシノア, Heisa no Shinoa) - Ch. 67 : La porte de l'adolescence (思春期のトビラ, Shishunki no Tobira) - Ch. 68 : Les sauveurs (救世主タチ, Kyūseishu Tachi) - Ch. 69 : Le jour où le soleil disparut (太陽をウシナウ日, Taiyou o ushinau-bi) |                  |                   |                  |                   |
| 18 | 4 mars 2019      | 978-4-08-881768-2 | 14 février 2020  | 978-2-50-508300-9 |
| Liste des chapitres : - Ch. 70 : Idéaux (従者のタイギ, Jūsha no Taigi) - Ch. 71 : Les trois Démons noirs (黒鬼のサンニン, Kuroki no Sannin) - Ch. 72 : Un Hiiragi en cage (檻の中のヒイラギ, Ori no Naka no Hīragi) - Ch. 73 : A l'intérieur du sabre de Yû (優の刀のナカ, Yū no Katana no Naka) - Ch. 74 : Le réveil de l'amour (恋がメザメル, Koi Ga Mezameru)                                             |                  |                   |                  |                   |
| 19 | 4 septembre 2019 | 978-4-08-882061-3 | 4 septembre 2020 | 978-2-50-508504-1 |
| Liste des chapitres : - Ch. 75 : Secret et distance (秘密のキョリ, Himitsu no Kiyori) - Ch. 76 : La génération des immortels (不死者のセダイ, Fushisha no Sedai) - Ch. 77 : Le sauvetage du diable (悪魔キュウサイ, Akuma Kyuusai) - Ch. 78 : La période noire de la Grèce (暗黒のギリシャ, Ankoku no Girisha) - Ch. 79 : Enfer éternel (永遠にジゴク, Eien ni Jigoku)                                       |                  |                   |                  |                   |
| 20 | 4 février 2020   | 978-4-08-882210-5 | 26 mars 2021     | 978-2-50-508795-3 |
| Liste des chapitres : - Ch. 80 : Quand la foudre s'abat sur Shibuya (雷降るシブヤ, Kaminari Furu Shibuya) - Ch. 81 : L'ange déchu (堕天したツバサ, Daten shita Tsubasa) - Ch. 82 : Mahirunoyo (真昼ノ夜, Mahiru-no-Yoru) - Ch. 83 : Les deux démons (鬼ニヒキ, Oni nihiki) - Ch. 84 : La naissance d'une princesse (降誕するヒメギミ, Kōtan suru Himegimi)                                                   |                  |                   |                  |                   |

### Volumes 21 à 30
| no | Japonais       | Japonais          | Français         | Français          |
| no | Date de sortie | ISBN              | Date de sortie   | ISBN              |
| --- | -------------- | ----------------- | ---------------- | ----------------- |
| 21 | 4 juin 2020    | 978-4-08-882321-8 | 20 août 2021     | 978-2-50-511044-6 |
| Liste des chapitres : - Chapitre 85 : Les cobayes réunis (揃うジッケンタイ, Sorō jikkentai) - Chapitre 86 : Il faut fuir (味方からニゲロ, Mikata kara Nigero) - Chapitre 87 : Des amis qui s'entre-dévorent (共喰いカゾク, Kyōkui kazoku) - Chapitre 88 : Ashura Tepes (阿朱羅ツェペシ, Ashura Tsepesu) - Chapitre 89 : La fin d'un vampire (吸血鬼のオワリ, Kyūketsuki no Owari) |                |                   |                  |                   |
| 22 | 2 octobre 2020 | 978-4-08-882440-6 | 18 février 2022  | 978-2-50-511208-2 |
| Liste des chapitres : - Chapitre 90 : Vivre pour Mikael (理由はミカエラ, Riyū wa Mikaera) - Chapitre 91 : Le prince orphelin (孤児プリンス, Minashigo Purinsu) - Chapitre 92 : Le démon noir (黒鬼のシナリオ, Kuro Oni no Shinario) - Chapitre 93 : Notre plus grand désir (欲の中のヨク, Yoku no Naka no Yoku) - Chapitre 94 : Un trou dans le soleil (太陽のアナ, Taiyō no Ana) |                |                   |                  |                   |
| 23 | 4 février 2021 | 978-4-08-882556-4 | 10 juin 2022     | 978-2-50-511541-0 |
| Liste des chapitres : - Chapitre 95 : Histoire de démons (鬼のモノガタリ, Oni no Monogatari) - Chapitre 96 : La reine Kululu (女王クルル, Joō Kururu) - Chapitre 97 : Les deux sœurs (姉とイモウト, Ane to Imōto) - Chapitre 98 : La salle du roi (王のヘヤ, Ō no Heya) |                |                   |                  |                   |
| 24 | 4 juin 2021    | 978-4-08-882678-3 | 9 décembre 2022  | 978-2-50-511542-7 |
| Liste des chapitres : - Chapitre 99 : 人間のコイゴコロ (Ningen no Koigokoro) - Chapitre 100 : 鬼がデタ (Oni ga Deta) - Chapitre 101 : 僕のヨクボウ (Boku no Yokubou) - Chapitre 102 : あいつが、ヨンデル (Aitsu ga, Yonderu) |                |                   |                  |                   |
| 25 | 4 octobre 2021 | 978-4-08-882812-1 | 24 mars 2023     | 978-2-50-512072-8 |
| Liste des chapitres : - Chapitre 103 : 空は二人をミテイル (Sora wa Futari o Miteiru) - Chapitre 104 : 同じ夢をミル (Onaji Yume o Miru) - Chapitre 105 : 斉藤とウルド (Saitō to Urudo) - Chapitre 106 : 僕はキミノ (Boku wa Kimi no) |                |                   |                  |                   |
| 26 | 4 février 2022 | 978-4-08-883025-4 | 13 juillet 2023  | 978-2-50-512073-5 |
| Liste des chapitres : - Chapitre 107 : 天使のケイカク (Tenshin no Keikaku) - Chapitre 108 : 優のツルギ (Yū no Tsuguri) - Chapitre 109 : 走るコマ (Hashiru Koma) - Chapitre 110 : 過去を白日にサラセ (Kako o Hakujitsu ni Sarase) |                |                   |                  |                   |
| 27 | 3 juin 2022    | 978-4-08-883131-2 | 24 novembre 2023 | 978-2-50-512074-2 |
| Liste des chapitres : - Chapitre 111 : 優とグレン (Yū to Guren) - Chapitre 112 : 家族のテイギ (Kazoku no Teigi) - Chapitre 113 : みんなのヒミツ (Min'na no Himitsu) - Chapitre 114 : 全員のゴール (Zen'in no Gōru) |                |                   |                  |                   |
| 28 | 4 octobre 2022 | 978-4-08-883267-8 | 22 mars 2024     | 978-2-50-512616-4 |
| Liste des chapitres : - Chapitre 115 : 選択とケツダン (Sentaku to Ketsudan) - Chapitre 116 : 兄とイモウト (Ani to Imōto) - Chapitre 117 : 鬼とバケモノ (Oni to Bakemono) - Chapitre 118 : 声がキコエル (Koe ga Kikoeru) |                |                   |                  |                   |
| 29 | 3 février 2023 | 978-4-08-883379-8 | 5 juillet 2024   | 978-2-50-512617-1 |
| Liste des chapitres : - Chapitre 119 : 僕らのゴール (Bokura no Gōru) - Chapitre 120 : 食欲のダイショウ (Shokuyoku no Daishō) - Chapitre 121 : 最後のヒノデ (Saigo no Hinode) - Chapitre 122 : 旅するカロリー (Tabi Suru Karorī) |                |                   |                  |                   |
| 30 | 4 juillet 2023 | 978-4-08-883623-2 | 8 novembre 2024  | 978-2-50-512618-8 |
| Liste des chapitres : - Chapitre 123 : 太古でカケッコ (Taiko de Kakekko) - Chapitre 124 : 楽園エレベーター (Rakuen Erebētā) - Chapitre 125 : 父とソフトクリーム (Chichi to Sofuto Kurīmu) - Chapitre 126 : 地獄とラクエン (Jigoku to Rakuen) |                |                   |                  |                   |

### Volumes 31 à aujourd'hui
| no | Japonais        | Japonais          | Français       | Français          |
| no | Date de sortie  | ISBN              | Date de sortie | ISBN              |
| --- | --------------- | ----------------- | -------------- | ----------------- |
| 31 | 2 novembre 2023 | 978-4-08-883694-2 | 7 mars 2025    | 978-2-50-513279-0 |
| Liste des chapitres : - Chapitre 127 : Amour et Loyauté (忠誠かアイか, Chūsei ka ai ka) - Chapitre 128 : Les ailes d'Icare (イカロスの翼, Ika Rosu no Tsubasa) - Chapitre 129 : Le premier vampire (初めのヴァンパイア, Hajime no Vanpaia) - Chapitre 130 : La lumière qui reste (残ったヒカリ, Nokotta Hikari)                                                                                          |                 |                   |                |                   |
| 32 | 4 avril 2024    | 978-4-08-883889-2 | 22 août 2025   | 978-2-50-513435-0 |
| Liste des chapitres : - Chapitre 131 : Exonération pour tous (全員メンザイ, Zen'in Menzai) - Chapitre 132 : Bataille jusqu'au premier (始祖トッパセン, Shiso Toppasen) - Chapitre 133 : Jeunes filles amoureuses (恋するオトメ, Koisuru Otome) - Chapitre 134 : Rondo de réincarnation (輪廻ロンド, Rin'ne Rondo) - Chapitre 135 : Sièges avant jusqu'au bout (終わりのサイゼンセン, Owari no Saizensen) |                 |                   |                |                   |
| 33 | 4 octobre 2024  | 978-4-08-884217-2 | -              |                   |
| Liste des chapitres : - Chapitre 136 : 神宿りのフタり (Kamiyadori no Futari) - Chapitre 137 : 女王のジカン (Joō no Jikan) - Chapitre 138 : 絶対のゼッタイ (Zettai no Zettai) - Chapitre 139 : 二人のバケモノ (Futari no Bakemono) - Chapitre 140 : 俺が目指すセカイ (Ore ga Mezasu Sekai) |                 |                   |                |                   |
| 34 | 4 avril 2025    | 978-4-08-884532-6 | -              |                   |
| Liste des chapitres : - Chapitre 141 : 死なないリユウ (Shinanai Riyuu) - Chapitre 142 : 意味がアルカ? (Imi ga Aruka?) - Chapitre 143 : 彼のユメ (Kare no Yume) - Chapitre 144 : 25歳 のハル (25-sai no Haru) - Chapitre 145 : 哲学するテツガクシャ (Tetsugaku Suru Tetsugakusha) |                 |                   |                |                   |
| — |                 |                   |                |                   |
| Liste des chapitres : - Chapitre 146 : 約束したフタリ (Yakusoku Shita Futari) - Chapitre 147 : 海をナガメテ (Umi o Nagamete) - Chapitre 148 : 駄目ならゴメン (Damenara Gomen) |                 |                   |                |                   |

## Anime
L'adaptation en anime est annoncée le 28 août 2014. Celle-ci est réalisée par Daisuke Furuya au sein de Wit Studio, avec une animation dirigée par Satoshi Kadowaki, également chargé du chara design des personnages, et un scénario de Hiroshi Seko,. La première partie débute le 4 avril 2015 sur Tokyo MX, tandis que la seconde débute à partir du 10 octobre 2015,. 
Dans les pays francophones, elle est diffusée en simulcast par Wakanim, en partenariat avec @Anime.

### Liste des épisodes

#### Saison 1 partie 1
| No | Titre en français                  | Titre original                         | Date de 1re diffusion |
| -- | ---------------------------------- | -------------------------------------- | --------------------- |
| 1  | Un monde de liens de sang          | 血脈のセカイ Kechimyaku no sekai       | 4 avril 2015          |
| 2  | Humains après la ruine             | 破滅後のニンゲン Hametsu-go no ningen  | 11 avril 2015         |
| 3  | Un démon niché dans le cœur        | 心に棲むオニ Kokoro ni sumu oni        | 18 avril 2015         |
| 4  | Mikael le vampire                  | ミカエラ吸血鬼 Mikaera kyūketsuki      | 25 avril 2015         |
| 5  | Contrat avec un démon noir         | 黒鬼とのケイヤク Kuroki to no keiyaku  | 2 mai 2015            |
| 6  | Nouvelle famille                   | 新しいカゾク Atarashī kazoku           | 9 mai 2015            |
| 7  | L'équipe de Mitsuba                | 三葉のチーム Mitsuba no chīmu          | 16 mai 2015           |
| 8  | Le début de l'extermination        | 殲滅のハジマリ Senmetsu no hajimari    | 23 mai 2015           |
| 9  | L'assaut des vampires              | 襲撃のヴァンパイア Shūgeki no vanpaiya | 30 mai 2015           |
| 10 | Choix et conséquences              | 選択のケッカ Sentaku no kekka          | 6 juin 2015           |
| 11 | Les retrouvailles d'amis d'enfance | 幼馴染のサイカイ Osananajimi no saikai | 13 juin 2015          |
| 12 | Tous des criminels                 | みんなツミビト Min'na tsumibito        | 20 juin 2015          |

#### Saison 1 partie 2
| No | Titre en français                             | Titre original                       | Date de 1re diffusion |
| -- | --------------------------------------------- | ------------------------------------ | --------------------- |
| 13 | Le monde des hommes                           | 人間のセカイ Ningen no sekai         | 10 octobre 2015       |
| 14 | Relations croisées                            | 交錯するカンケイ Kōsakusuru kankei   | 17 octobre 2015       |
| 15 | Les ambitions de l’armée démoniaque impériale | 帝鬼軍のヤボウ Teiki gun no yabou    | 24 octobre 2015       |
| 16 | L'ordre de Gekki                              | 月鬼のゴウレイ Gekki no gourei       | 31 octobre 2015       |
| 17 | La révolte du bétail                          | 反逆するカチク Hangyaku suru kachiku | 7 novembre 2015       |
| 18 | La lame de la justice                         | 正義のツルギ Seigi no tsurugi        | 14 novembre 2015      |
| 19 | Shinya et Glenn                               | 深夜とグレン Shin'ya to Guren        | 21 novembre 2015      |
| 20 | Berceuse pour un démon                        | 鬼のコモリウタ Oni no komoriuta      | 28 novembre 2015      |
| 21 | Un allié traître                              | 裏切りのミカタ Uragiri no mikata     | 5 décembre 2015       |
| 22 | Yû et Mika                                    | 優とミカ Yū to Mika                  | 12 décembre 2015      |
| 23 | Un amour arrogant                             | 傲慢なアイ Gōman'na ai               | 19 décembre 2015      |
| 24 | Le Séraphin de la Fin                         | 終わりのセラフ Owari no Serafu       | 26 décembre 2015      |

### Doublage
| Personnages      | Voix japonaises      | Voix françaises     |
| ---------------- | -------------------- | ------------------- |
| Yuichiro Hyakuya | Miyu Irino           | Vincent de Bouard   |
| Mikaela Hyakuya  | Kenshō Ono           | Adrien Solis        |
| Shinoa Hiragi    | Saori Hayami         | Nayéli Forest       |
| Glenn Ichinose   | Yūichi Nakamura      | Alexandre Coadour   |
| Yoichi Saotome   | Nobuhiko Okamoto     | Grégory Laisné      |
| Shiho Kimizuki   | Kaito Ishikawa       | Christophe Seugnet  |
| Mitsuba Sangu    | Yuka Iguchi          | Catherine Collomb   |
| Kureto Hiragi    | Tomoaki Maeno        | Frédéric Souterelle |
| Shinya Hiragi    | Tatsuhisa Suzuki     | Jean-Pierre Leblan  |
| Ferid Bathory    | Takahiro Sakurai     | Yann Pichon         |
| Crowley Eusford  | Ken'ichi Suzumura    | Jean-Pierre Leblan  |
| Krul Tepes       | Aoi Yūki             | Frédérique Marlot   |
| Asuramaru        | Hibiku Yamamura (en) | Emma Darmon         |
| Makoto Narumi    | Hosoya Yoshimasa     | Jean-Marco Montalto |
| Sayuri Hanayori  | Atsumi Tanezaki      | Pascale Chemin      |
| Shigure Yukimi   | Yui Ishikawa         | Jessie Lambotte     |
| Norito Goshi     | Daisuke Ono          | Charles Mendiant    |
| Mito Jûjo        | Yu Shimamura         | Emma Darmon         |
| Lacus Welt       | Takuma Nagatsuka     | Charles Mendiant    |
| René Simm        | Yūichirō Umehara     | Frédéric Souterelle |
| Chess Bell       | Nozomi Furuki        | Pascale Chemin      |
| Horn Skuld       | Yoko Hikasa          | Jessie Lambotte     |
| Lest Karr        | Yumiko Kobayashi     | Jean-Marco Montalto |

## Light novel
Une série de light novels en sept tomes intitulée Owari no Seraph - Ichinose Guren, 16-sai no Hametsu (終わりのセラフ 一瀬グレン、16歳の破滅), servant de prélude au manga, est écrite par Takaya Kagami et illustrée par Yamato Yamamoto. L'histoire raconte l'adolescence de Guren Ichinose au lycée de Shibuya contrôlé par le célèbre clan Hiragi jusqu'à la contamination des adultes par le virus. Le light novel nous révèle des histoires inédites et presque inconnues du manga et de l'anime: l'amitié entre Guren Ichinose et Shinya Hiragi, l'histoire liant Mahuri Hiragi et Guren Ichinose, la création des armes démoniaques, Kureto Hiragi, l'orphelinat Yakuya... La série est publiée par Kōdansha entre le 4 janvier 2013, et le 2 décembre 2016. Les sept tomes en version française sont commercialisés chez Kana sous le titre Seraph of the End - Roman - Glenn Ichinose - La catastrophe de ses 16 ans.
Ce light novel est également adapté en manga, toujours sous le titre Owari no Seraph - Ichinose Guren, 16-sai no Hametsu (終わりのセラフ 一瀬グレン、16歳の破滅), et prépublié dans le Monthly Shōnen Magazine depuis le 6 juin 2017. Si l'intrigue est toujours l’œuvre de Takaya Kagami, c'est ici You Asami qui se charge des illustrations. La série est publiée en français chez Kana sous le titre Seraph of the End - Glenn Ichinose - La catastrophe de ses 16 ans depuis le 21 juillet 2019 et comprend 5 tomes au 3 juillet 2020 sur les 8 parus jusqu'alors.
Une seconde série intitulée Owari no Seraph: Kyūketsuki Mikaela no monogatari (終わりのセラフ 吸血鬼ミカエラの物語), écrite par les mêmes auteurs, est publiée par Shūeisha à partir du 4 décembre 2015. Ce light novel quant à lui raconte la vie de Mikaela avec les vampires, et on en apprend un peu plus sur la vie de Crowley Eusford qui devient un personnage important à partir du tome 11 du manga. Pour le moment, il y a 2 tomes qui sont sortis au Japon.

## Jeu vidéo
Un jeu vidéo PlayStation Vita intitulé Owari no Seraph: Unmei no hajimari est sorti le 17 décembre 2015 au Japon. Un jeu sur mobile intitulé Owari no Seraph: Bloody Blade est sorti à l'automne 2015.

### Édition japonaise
1. 1 2  Tome 1
2. 1 2  Tome 2
3. 1 2  Tome 3
4. 1 2  Tome 4
5. 1 2  Tome 5
6. 1 2  Tome 6
7. 1 2  Tome 7
8. 1 2  Tome 8
9. 1 2  Tome 9
10. 1 2  Tome 10
11. 1 2  Tome 11
12. 1 2  Tome 12
13. 1 2  Tome 13
14. 1 2  Tome 14
15. 1 2  Tome 15
16. 1 2  Tome 16
17. 1 2  Tome 17
18. 1 2  Tome 18
19. 1 2  Tome 19
20. 1 2  Tome 20
21. 1 2  Tome 21
22. 1 2  Tome 22
23. 1 2  Tome 23
24. 1 2  Tome 24
25. 1 2  Tome 25
26. 1 2  Tome 26
27. 1 2  Tome 27
28. 1 2  Tome 28
29. 1 2  Tome 29
30. 1 2  Tome 30
31. 1 2  Tome 31
32. 1 2  Tome 32
33. 1 2  Tome 33
34. 1 2  Tome 34

### Édition française
1. 1 2  Tome 1
2. 1 2  Tome 2
3. 1 2  Tome 3
4. 1 2  Tome 4
5. 1 2  Tome 5
6. 1 2  Tome 6
7. 1 2  Tome 7
8. 1 2  Tome 8
9. 1 2  Tome 9
10. 1 2  Tome 10
11. 1 2  Tome 11
12. 1 2  Tome 12
13. 1 2  Tome 13
14. 1 2  Tome 14
15. 1 2  Tome 15
16. 1 2  Tome 16
17. 1 2  Tome 17
18. 1 2  Tome 18
19. 1 2  Tome 19
20. 1 2  Tome 20
21. 1 2  Tome 21
22. 1 2  Tome 22
23. 1 2  Tome 23
24. 1 2  Tome 24
25. 1 2  Tome 25
26. 1 2  Tome 26
27. 1 2  Tome 27
28. 1 2  Tome 28
29. 1 2  Tome 29
30. 1 2  Tome 30
31. 1 2  Tome 31
32. 1 2  Tome 32